# Euphonia
Euphonia és un dels gèneres d'ocells de la família dels fringíl·lids (Fringillidae).

## Taxonomia
Segons la classificació del Congrés Ornitològic Internacional (versió 15.1, 2025), aquest gènere està format per 25 espècies:
- Eufònia de Jamaica (Euphonia jamaica Linnaeus, 1766)
- Eufònia plúmbia (Euphonia plumbea Du Bus de Gisignies, 1855)
- Eufònia de matollar (Euphonia affinis Lesson, RP, 1842)
- Eufònia de coroneta groga (Euphonia luteicapilla Cabanis 1861)
- Eufònia de gorja porpra (Euphonia chlorotica Linnaeus, 1766)
- Eufònia de Trinidad (Euphonia trinitatis Strickland, 1851)
- Eufònia gorjanegra mexicana (Euphonia godmani Brewster, 1889)
- Eufònia del Magdalena (Euphonia concinna)
- Eufònia de capell (Euphonia saturata Cabanis 1861)
- Eufònia de Finsch (Euphonia finschi Sclater, PL & Salvin, 1877)
- Eufònia violàcia (Euphonia violacea Linnaeus, 1758)
- Eufònia becgrossa (Euphonia laniirostris d'Orbigny & Lafresnaye, 1837)
- Eufònia gorjagroga (Euphonia hirundinacea Bonaparte, 1838)
- Eufònia bronzada (Euphonia chalybea Mikan, 1825)
- Eufònia culrogenca (Euphonia fulvicrissa Sclater, PL, 1857)
- Eufònia de front tacat (Euphonia imitans Hellmayr, 1936)
- Eufònia olivàcia (Euphonia gouldi Sclater, PL, 1857)
- Eufònia de barbeta blanca (Euphonia chrysopasta Sclater, PL & Salvin, 1869)
- Eufònia verdosa (Euphonia mesochrysa Salvadori, 1873)
- Eufònia culblanca (Euphonia minuta Cabanis 1849)
- Eufònia de coroneta taronja (Euphonia anneae Cassin, 1865)
- Eufònia de ventre taronja (Euphonia xanthogaster Sundevall, 1834)
- Eufònia ventre-rogenca (Euphonia rufiventris Vieillot, 1819)
- Eufònia de ventre castany (Euphonia pectoralis Latham, 1801)
- Eufònia d'espatlles grogues (Euphonia cayennensis Gmelin, JF, 1789)